# 星降る夜に (Ms.OOJAの曲)
「星降る夜に」（ほしふるよるに）は、Ms.OOJAの楽曲。2021年4月16日にUniversal Sigmaから配信限定シングルとしてリリースされた。

## 概要
「星降る夜に」はMs.OOJAにとって通算6曲目の配信限定シングル。
2021年2月16日でメジャーデビュー10周年を迎えたMs.OOJAは、2021年3月から7ヶ月連続で毎月16日にデジタル配信シングルをリリースすることを発表しており、その第2弾となる楽曲が「星降る夜に」。
2021年2月16日リリースの「はじまりの時」から数えて8ヶ月連続リリースでいいじゃないかとMs.OOJA本人も当初は思っていたが、7ヶ月連続デジタル配信第1弾「Fly」から7枚揃えた時のジャケット写真の仕組みとその先の動きにも関わってくることが本人のエッセイで説明された。
楽曲はNiziUや大原櫻子等多数のアーティストに楽曲提供をするシンガーソングライター麦野優衣との共作。
ミュージックビデオは「Billboard Live Tokyo」での歌唱映像と、この楽曲が制作された芸森スタジオでのメイキングとで構成されている。2021年7月7日の七夕にはギタリストの黒田晃年を迎えたアコースティックバージョンのミュージックビデオが公開された。
2021年8月5日には英語バージョンのミュージックビデオが公開された。数年前より海外で日本の1980-1990年代シティ・ポップが注目されてきており、「流しのOOJA 〜VINTAGE SONG COVERS〜」に収録された松原みきのカバー曲「真夜中のドア〜Stay With Me」の歌唱動画が2020年11月28日に公開されると8ヶ月で再生回数は200万回を超えた。この動画がきっかけでMs.OOJA を知った海外の人々から「星降る夜に」を絶賛する英語のメッセージが多数寄せられ、4ヶ月で再生回数は75万回を超えた。それに応える形でEnglish Ver.が制作された。
ジャケット写真は、7連続リリース第1弾に続いて日本武道館で撮影されたものが使用されている。

## 収録曲
| 全編曲: Ryosuke"Dr.R"Sakai。 |                |                                     |                                     |      |
| #                            | タイトル       | 作詞                                | 作曲                                | 時間 |
| 1.                           | 「星降る夜に」 | Ms.OOJA/麦野優衣/Ryosuke"Dr.R"Sakai | Ms.OOJA/麦野優衣/Ryosuke"Dr.R"Sakai | 3:05 |
| 合計時間:                    | 合計時間:      | 合計時間:                           | 合計時間:                           | 3:05 |

## ミュージックビデオ
| 曲名       | ミュージックビデオ                              |
| ---------- | ----------------------------------------------- |
| 星降る夜に | Ms.OOJA 「星降る夜に」 - YouTube                |
| 星降る夜に | Ms.OOJA 「星降る夜に」(Acoustic Ver.) - YouTube |
| 星降る夜に | Ms.OOJA 「星降る夜に」(English Ver.) - YouTube  |

## 収録アルバム
| # | 楽曲       | アルバム      | アルバム |
| # | 楽曲       | 発売年月日    | タイトル |
| - | ---------- | ------------- | -------- |
| 1 | 星降る夜に | 2021年10月6日 | Present  |